# Wivine
Wivine est un prénom féminin d'origine germanique, de wid signifiant « forêt » et win, « ami ».

## Wivine célèbres
- Sainte Wivine (1103-1170), religieuse bénédictine, fondatrice de l'abbaye de Grand-Bigard en Belgique.
- Wivine N'Landu